# Atlantische kustvlakte (Dominicaanse Republiek)
De Atlantische kustvlakte (Spaans: Llanos Costeros Atlánticos of Llanura Costera del Atlántico) is een vlakte in het noorden van de Dominicaanse Republiek. Het is een nauwe strook die loopt vanaf Monte Cristi bij de Haïtiaanse grens tot aan het schiereiland Samaná en de Gran Estero in de buurt van de plaats Nagua. De vlakte wordt in het zuiden begrensd door de Cordillera Septentrional.
De vlakte dateert uit de kwartaire periode en bestaat vooral uit mariene en fluviale sedimenten. In het oosten valt veel meer regen dan in het westen. Zo bedraagt in Nagua de gemiddelde jaarlijkse neerslag 2733 mm en in Monte Cristi 644 mm. Hierdoor is het oosten begroeid met vochtig subtropisch bos, en het westen met droog subtropisch bos.
Visserij, landbouw en veeteelt zijn de belangrijkste activiteiten op de vlakte. Er wordt rietsuiker, zuivel, conserven, en katoen geproduceerd. De grootste steden op de Atlantische kustvlakte zijn Puerto Plata, Nagua en Sosúa.
De vlakte is niet één geheel, maar wordt op meerdere plekken onderbroken door uitlopers van de Cordillera Septentrional en voorgebergten daarvan, die tot aan de zee reiken. Mede hierdoor wordt de Atlantische kustvlakte beschouwd als opgebouwd uit verschillende deelvlaktes:
- Vlakte van Bajabonico
- Vlakte van Puerto Plata
- Vlakte van Yásica
- Vlakte van Boba
- Vlakte van Nagua